# NGC 4516
NGC 4516 је спирална галаксија у сазвежђу Береникина коса која се налази на NGC листи објеката дубоког неба.
Деклинација објекта је + 14° 34' 29" а ректасцензија 12h 33m 7,5s. Привидна величина (магнитуда) објекта NGC 4516 износи 12,5 а фотографска магнитуда 13,3. NGC 4516 је још познат и под ознакама UGC 7703, MCG 3-32-67, CGCG 99-87, VCC 1479, PGC 41661.